# Parafia św. Teresy w Wiżajnach
Parafia Świętej Teresy w Wiżajnach – parafia rzymskokatolicka, należąca do dekanatu Suwałki – Miłosierdzia Bożego diecezji ełckiej. Została utworzona w 1571 roku. Kościół parafialny wybudowany w latach 1824–1825 mieści się przy ulicy Szkolnej. Parafię prowadzą księża diecezjalni.
W 1927 roku proboszczem był Witold Balukiewicz, odznaczony Srebrnym Krzyżem Zasługi za „zasługi w pracy społecznej”.